# Mandalamekar (Jatiwaras)
Mandalamekar is een bestuurslaag in het regentschap Tasikmalaya van de provincie West-Java, Indonesië. Mandalamekar telt 2.931 inwoners (volkstelling 2010).